# Хирш, Хорхе
Хорхе Хирш (англ. Jorge Hirsch, р. 1953, Буэнос-Айрес) — американский физик аргентинского происхождения. Профессор физики в университете Сан-Диего. Известен тем, что ввёл в 2005 году определение «Индекс Хирша» — индекс цитирования для определения производительности работы учёного.
Хорхе Хирш родился в Буэнос-Айресе, Аргентина. Получил степень бакалавра в университете Буэнос-Айреса. С 1976 года работает в Чикагском университете, в котором он и получил степень доктора.
Научная работа Хирша связана с физикой твёрдого тела, сверхпроводимостью и ферромагнетизмом. Он полагает, что есть единственный механизм сверхпроводимости для всех материалов, который объясняет Эффект Мейснера и отличается от обычного механизма в нескольких фундаментальных аспектах.
Также известен своими заявлениями в отношении внешней политики США, в частности, о применении ядерного оружия против Ирана. В апреле 2006 года он, вместе с двенадцатью другими физиками, написал письмо президенту США Джорджу Бушу-младшему, в которых выразил обеспокоенность по этому поводу.